# Rotaria quadrangularis
Rotaria quadrangularis is een raderdiertjessoort uit de familie Philodinidae. De wetenschappelijke naam van deze soort is voor het eerst geldig gepubliceerd in 1914 door Heinis.